# Syrictes syrichtus
Syrictes syrichtus är en skalbaggsart som beskrevs av Fabricius 1775. Syrictes syrichtus ingår i släktet Syrictes och familjen Dynastidae. Inga underarter finns listade i Catalogue of Life.